# Прослушване (филм)
Прослушване е японски филм на ужасите от 1999 г., режисиран от Такаши Миике. Направен по едноименната новела на Рю Мураками. Във филма участват актьори, като Рю Ишибаши и Еихи Шийна.

## Премиера
Филмът е представен за първи път на Филмовия фестивал във Ванкувър на 6 октомври 1999 година. В Япония дебютира през март следващата година. В България премиерата му е на София Филм Фест на 7 март 2003 година.